# Preußenhalde

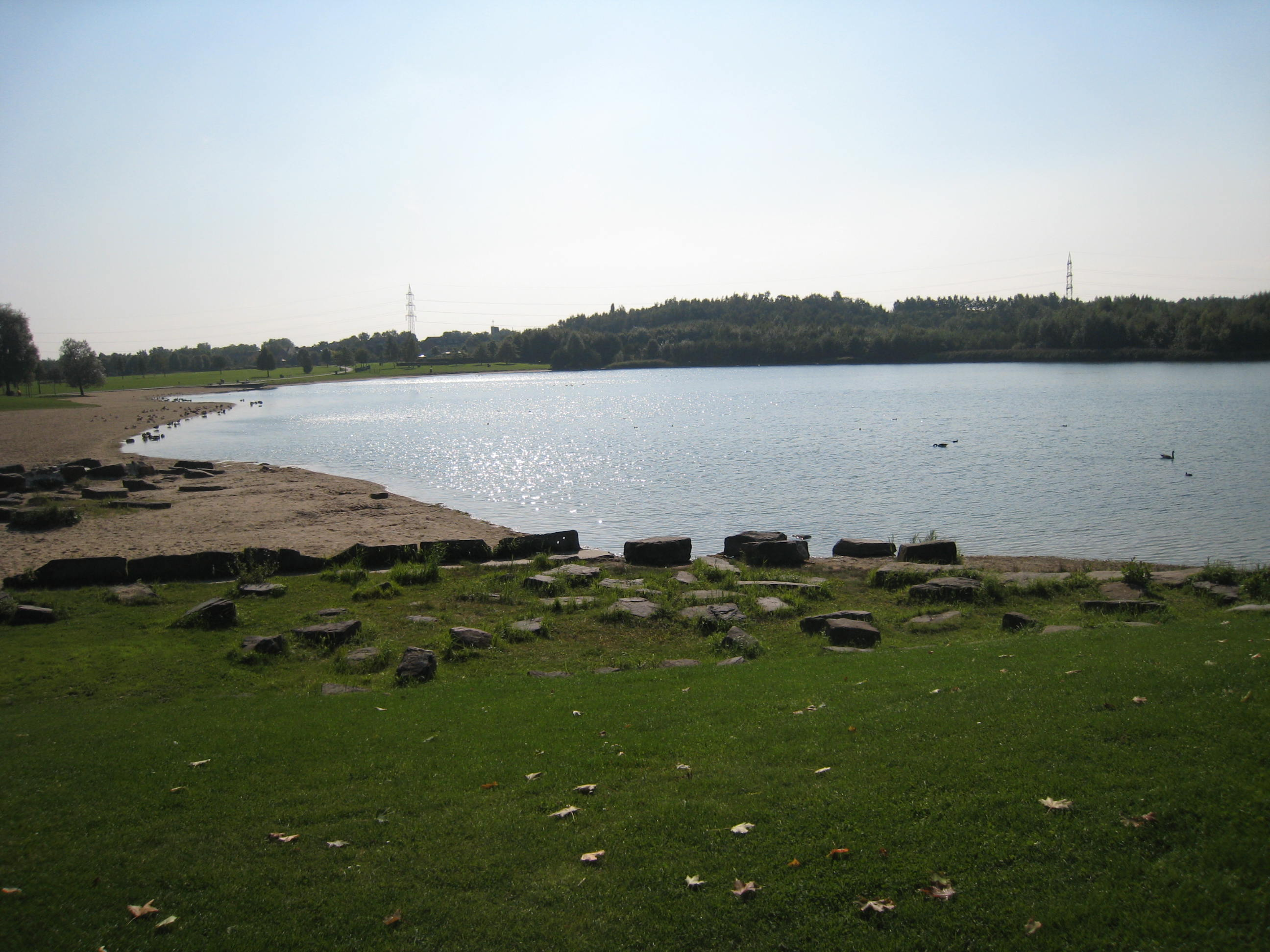
Horstmarer See mit Preußenhalde im Hintergrund

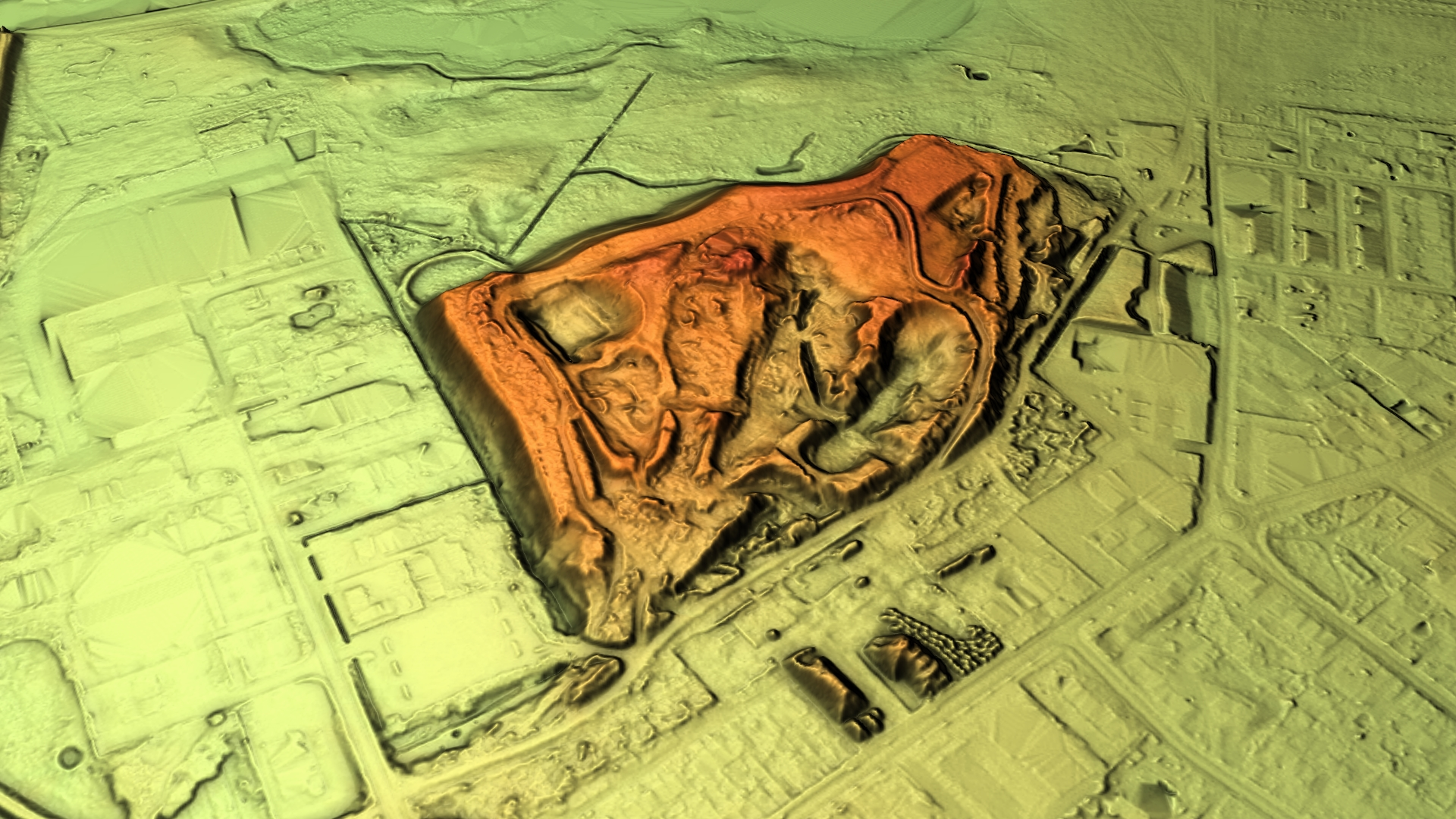
3D-Ansicht des digitalen Geländemodells

Die Preußenhalde ist eine etwa 82 m ü. NN hohe „brennende“ Bergehalde der Zeche Preußen im Lüner Ortsteil Horstmar.
Die Halde entstand durch Aufschüttung von Bergematerial und Flotationsschlamm auf der Fläche des ehemaligen Bergwerks Preußen zwischen 1875 und 1929.
Im Rahmen der Landesgartenschau Lünen 1996 wurde die Halde ökologisch aufbereitet und für die Öffentlichkeit freigegeben. Nordöstlich der Halde befinden sich der Seepark Lünen mit dem Horstmarer See und der Datteln-Hamm-Kanal.